# Henry Morton Stanley
Sir Henry Morton Stanley (Denbigh, 1841. január 28. – London, 1904. május 10.) walesi születésű amerikai újságíró és Afrika-kutató, akit az európai szemek elől eltűnt David Livingstone felfedező utáni kutatása tett híressé. Kongóban Bula Matari, azaz „a Sziklatörő” néven ismerik, születésekor a neve John Rowlands volt.
Szülei nem voltak összeházasodva, és Henry egy dologházban (a mai HM Stanley Kórház, St Asaph) nőtt fel. 1859-ben, 18 éves korában az Amerikai Egyesült Államokba hajózott. New Orleansba érkezve barátkozott össze egy Stanley nevű gazdag kereskedővel, akinek a nevét később felvette.

## Újságíró lesz
Miután az amerikai polgárháborúban mindkét harcoló oldalon katonai szolgálatot teljesített, Samuel Fortser Tappan ezredes, egy volt újságíró, felvette az Indián Békebizottság (Indian Peace Commission) tudósítójának, hogy a bizottság munkájáról újságoknak tudósítson. James Gordon Bennett (1795–1872), a New York Herald alapítója azonban hamarosan saját újságjához szerződtette.

## Livingstone (1870–71)
Újságírói pályájának korai szakaszáról „Korai utazásaim Amerikában és Ázsiában” (My Early Travels and Adventures in America and Asia, 1895) című könyvének első kötetében írt. A Herald tengerentúli tudósítója lett és 1869-ben Bennett fia, James Gordon Bennett, Jr. (1841–1918), aki apját követte a lap élén 1867-es nyugdíjba vonulása után, azzal bízta meg, hogy találja meg a skót misszionárius és felfedező David Livingstone-t, akiről tudták, hogy Afrikában van, de jó ideje nem adott életjelt magáról.

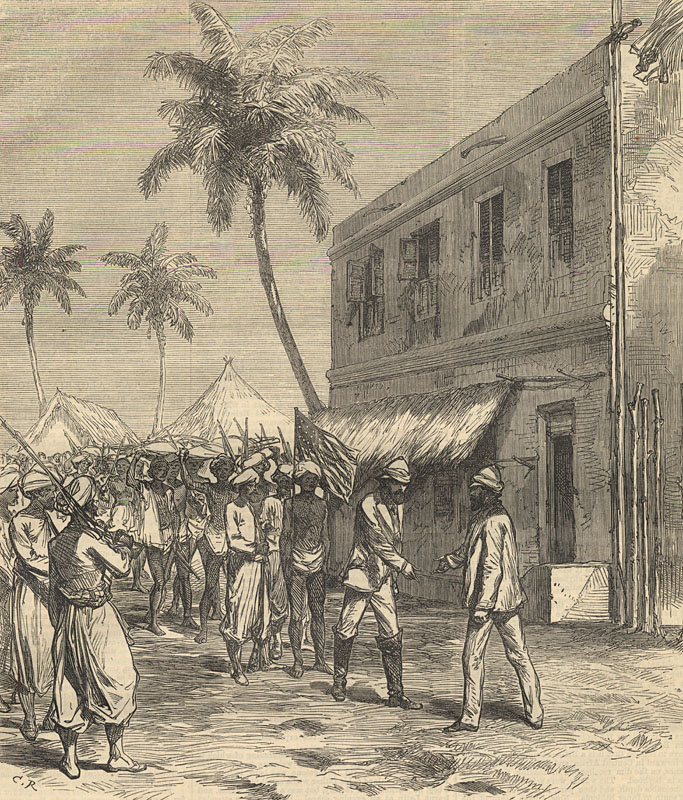
„Ugyebár Doktor Livingstone-hoz van szerencsém?”

Stanley talán kicsit kiszínezett elbeszélése szerint, amikor megkérdezte Bennettet, mennyit költhet, a következő volt a válasz: „Vegyél ezret (font sterlinget) most, és ha elment, vegyél még ezret, és ha azt elköltötted, még ezret, és ha végeztél vele, még ezret, és így tovább: Csak találd meg Livingstone-t!”
Stanley Zanzibárra utazott, és felszerelt egy expedíciót mindenből a legjobbat vásárolva, nem kevesebb mint 200 teherhordóval. 1871. november 10-én a Tanganyika-tó közelében, Ujijiben rátalált Livingstone-ra, és saját leírása szerint ezzel a kérdéssel köszöntötte: „Ön dr. Livingstone, ha jól sejtem?” (Dr. Livingstone, I presume?) Amire Livingstone azt válaszolta: „Igen, és hálás vagyok, hogy itt vagyok hogy üdvözölhessem.” (Yes, and I feel thankful that I am here to welcome you.)
Stanley csatlakozott Livingstone felfedezőútjához, és megállapították, hogy nincs kapcsolat a Tanganyika-tó és a Nílus között.

## Újabb út a Kongó folyóhoz
Hazatértekor könyvet írt tapasztalatairól. A New York Herald és a brit Daily Telegraph ezután úgy döntöttek, hogy közösen finanszírozzák Stanley újabb expedícióját Afrikába. 1874 novemberében Afrika keleti partjáról indult 350 fős expedíciójával a Viktória-tóhoz. A magukkal vitt egyárbócos hajóval, melynek Lady Alice volt a neve és a szárazföldön részekre szedve szállították, Stanley körbehajózta a Viktória- és a Tanganyika-tavat is. Ennek során kizárta, hogy kapcsolatuk lenne a Kongó folyóval. A szárazföldön tovább haladva 1876 októberében érték el Nyangwénél a Kongót. Innen egy arab rabszolga-kereskedő,Tippu Tib embereivel kiegészülve, kb. ezer fővel indultak észak felé. Mintegy 320 km megtétele után az arabok cserben hagyták, de Stanleyék hol kenukkal a vízen, hol gyalog a szárazföldön folytatták az utat. Mintegy 30 alkalommal megütköztek a bennszülöttekkel. Végül 1877 augusztusában 114-en érték el a tengerpartot. Így Stanley ezen az újabb úton többek közt tisztázta Afrika utolsó nagy rejtélyét: végigkövette a Kongó folyó útját annak torkolatáig.

## Viták Stanley körül
Stanley afrikai tevékenységét végig viták övezték. Időskorában sok energiát kellett arra fordítania, hogy tisztázza magát a vádak alól, amelyek szerint afrikai expedícióit erőszak és brutalitás kísérte. Azt a véleményt tulajdonították neki, hogy „a vademberek nem tisztelnek semmit, csak az erőt, a hatalmat, a bátorságot és a döntőképességet”. Halálesetekért is hibáztatták, közvetve pedig azért, hogy II. Lipót belga király megszerezte a Kongói Szabadállamot.

## Az Emin pasa expedíció
1886-ban Stanley expedíciót indított, hogy „megmentse” Emin pasát, a dél-szudáni Equatoria kormányzóját. Hatalmas nehézségek és sok ember halála árán 1888-ban megtalálta Emint, felfedezte a Rwenzori-hegységet és az Edward-tavat. 1890-ben Eminnel és életben maradt követőivel együtt hagyta el Afrika belső területeit.
Ezután visszatért Európába, feleségül vette Dorothy Tennant walesi művésznőt, és az Egyesült Királyság parlamentjének képviselője lett mint a londoni Lambeth borough unionista küldötte.
Londonban halt meg. Sírját a surrey-i Pirbright Szent Mihály-templomának temetőjében nagy gránittömb jelöli.

## Magyarul megjelent művei
- Utazásom Közép-Afrikában, vagy Utazás Afrika aequatoriális részének nagy tavai körül és a Livingstone folyón lefelé az Atlanti-óceánig, 1–2.; Révai, Bp., 1883
- A legsötétebb Afrikában. Emin pasának, Ekvátoria kormányzójának fölkeresése, megszabadítása és visszavonulása, 1–3.; 3. köt. társszerzője Mounteney Jephson; Ráth, Bp., 1891
- Hogyan találtam meg Livingstonet; ford. Juhász Vilmos; Officina, Bp., 1944 (Officina könyvtár)

## Stanley-életrajzok magyarul
- E. P. Scott: Stanley és a hősiesen megszabadított Emin pasa; ford. Győry Ilona; Lauffer, Bp., 1890
- Stanley utazásai, kalandjai és felfedezései Afrikában. Stanley eredeti művei alapján, Burdo életrajzi vázlatának felhasználásával írta Jankó János; Athenaeum, Bp., 1907
- Stanley, Henry Morton, a nagy afrikai kutató önéletírása (átdolgozta Sebestyén Károly) Singer és Wolfner, Budapest, 1912
- Wassermann Jakob: Bula Matari (fordította: Benedek Marcellné) Budapest, 1933, Utazási Könyvek Kiadó